# Jo Miard
Jo Miard, eigentlich Karl-Heinz Müller (* 20. Januar 1929 in Wiesbaden; † 3. November 1982 in Heppenheim) war ein deutscher Bildhauer.
Nach Abschluss einer Lehre zum Steinmetz studierte er Bildhauerei und Musik (Posaune, Kontrabass) an der Akademie für Bildende Künste Mainz. Nebenher spielte er in einer Jazz-Formation. Ab 1965 war Miard als freischaffender Bildhauer tätig. Er lebte und arbeitete ab 1971 in Darmstadt und war Mitglied der Neuen Darmstädter Sezession. Seinen Künstlernamen bildete er aus MIrabel/ARDdèche, ein Dorf in Südfrankreich, in dem er Zeitweise lebte. Mirabel wurde auch später Schauplatz der "Pleinairs", (1980–2001) bei denen sich, organisiert von der Darmstädter Sezession,  Künstler aus Osteuropa, der DDR und Westdeutschland zum Austausch und gemeinsamen Schaffen trafen.